# عائلة مرزوق أفندي

جمالات زايد (في دور أم علي)

عائلة مرزوق أفندي مسلسل إذاعي مصري يومي صدر عام 1959 ومدة الحلقة الواحدة خمس دقائق. التفت حوله الأسر المصرية منذ 1959، أثبت نجاحه في استفتاء عام 1961، توقف في 2009 وعاد في 2013 تحت عنوان «أحفاد مرزوق».
بدأت الإذاعة المصرية في إذاعة ضمن البرنامج الإذاعي الأطول والأشهر وهو برنامج «إلى ربات البيوت»، الذي أسسته الإعلامية «صفية المهندس»، وكان يخاطب سيدات مصر من ربات البيوت، وشارك في تقديم هذا المسلسل أكثر من 200 فنان مصري وعربي على مدار بثه من بينهم، النجم الراحل فؤاد المهندس، والنجمة الراحلة إحسان القلعاوي، والفنان أشرف عبد الغفور، وتوفيق الدقن وفريد شوقي.
يعتبر أبلغ دليل على نجاح هذا المسلسل وارتباط المصريين به، ما حدث عام 1961م من استفتاء أجرته الإعلامية الراحلة صفية المهندس المشرفة على برنامج ربات البيوت؛ لمعرفة هل يوافق المستمعون على إبقاء المسلسل أو إلغائه؟ وجاءت الإجابات من مصر ومعظم الدول العربية الشقيقة مثل ليبيا والسودان والأردن، لتؤكد أن المسلسل من أجمل وأنجح ما يذاع في الصباح؛ لأنه يناقش مشاكل الأسرة ويعطي الإرشادات والحلول والنصائح، ويعلم الزوجات الأدب ويعلم الأزواج حقوق الزوجات.
من الأزمات التي تعرض لها المسلسل الإذاعي «عائلة مرزوق أفندي» ما حدث عام 2009م، حيث أصدرت انتصار شلبي - رئيسة الإذاعة المصرية في ذلك الحين - قرارًا بإلغاء البرنامج الإذاعي الشهير «إلى ربات البيوت» بكل فقراته بما فيها المسلسل الشهير «عائلة مرزوق أفندي»، ما أدى إلى غضب العديد من متابعي الدراما الإذاعية، وعبرت عايدة كامل إحدى بطلات «عائلة مرزوق» عن انزعاجها من إلغاء البرنامج وتساءلت: كيف يمكن أن تلغى رئيسة الإذاعة برنامجا ارتبط بتاريخ الإذاعة طوال 50 عاما وما زالت كل ربات البيوت تنتظرنه يومياً في التاسعة والربع صباحاً لمتابعة حلقاته؟ وقالت آمال الشريف إحدى بطلات البرنامج: «جميع الممثلين في دهشة من القرار، ولا نعرف سبب إلغائه في هذا التوقيت، فإلى جانب أنه يحقق نجاحا كبيراً بين المستمعين فإنه المصدر الوحيد لرزقنا». قال الفنان محمود عزمى أحد أبطال المسلسل: «أن كل مسؤول حر في قراراته ما دامت في حدود عمله، ولكن» عيلة مرزوق«ملك جميع الأمهات في مصر، وكل عام يجرى استفتاء على البرامج ويحصل برنامج «إلى ربات البيوت» على لقب أفضل برنامج».
ظل المسلسل كامنًا في قلوب المصريين إلى أن أعيد إنتاجه عام 2013 ولكن في ثوبه الجديد، حيث حمل عنوان «أحفاد مرزوق» للمخرج وليد السمالوطى.

## طاقم التمثيل
تعاقب كثير من الممثلين منذ 1959 على المشاركة في هذا المسلسل منهم:
ملك الجمل - جمالات زايد – محمود عزمي – صبري عبد العزيز – عزيزة حلمي – آمال زايد – أحمد الجزيري – توفيق الدقن – أشرف عبد الغفور – إحسان القلعاوي – أمينة نور الدين – عدلي كاسب – فريد شوقي – فؤاد المهندس – عايدة كامل – ناهد رشدي – أشرف زكي – مي عبد النبي – سوسن ربيع – محمود عامر – سميرة عبد العزيز – هبة توفيق – عفاف رشاد – قيس عبد الفتاح – نسمة محمود – وفاء السيد – محمد محمود – رانيا فتح الله – نادر نور الدين.

## وصلات خارجية
https://www.vetogate.com/1221594 عائلة مرزوق أفندي
https://www.elbalad.news/1912676 عائلة مرزوق أفندي
https://www.youtube.com/watch?v=utRbhM-pYAw عائلة مرزوق أفندي
https://www.youtube.com/watch?v=Isq3PpQD5QA عائلة مرزوق أفندي
https://www.youtube.com/watch?v=U49ZL0DaPRM عائلة مرزوق أفندي